# Rosdala glasbruk

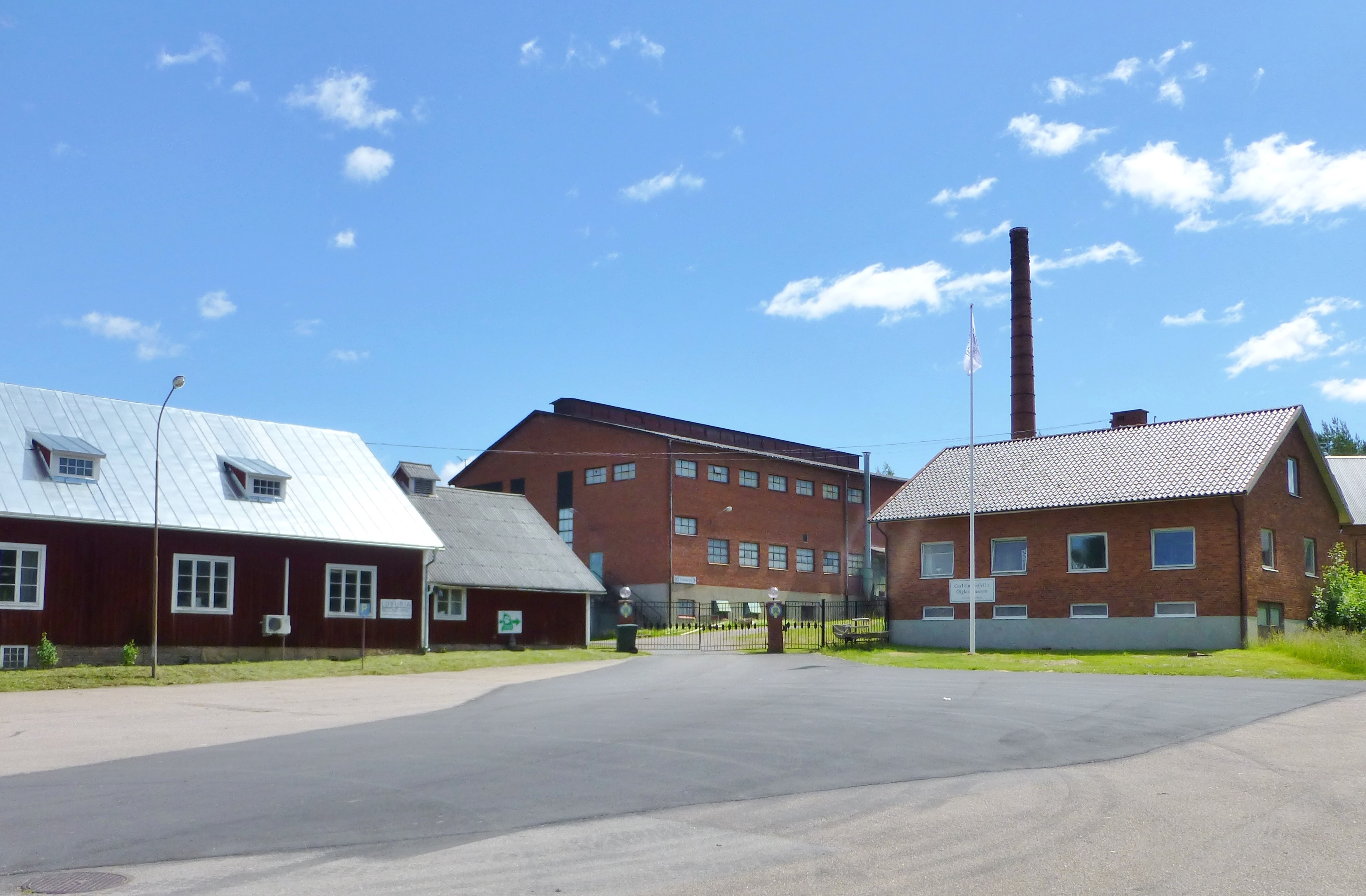
Rosdala glasbruk

Rosdala glasbruk i Norrhult i Småland är ett svenskt glasbruk grundat 1895. Bruket är starkt inriktat på bruksglas, främst lampglas, och grundades av Oskar Carlström och Karl Peterson som sedan tidigare hade grundat glasbruket Björklunda, sedermera Björkshults glasbruk.

## Historik
Man köpte in Nöbbeled Skallargård i Rosdala och den första hyttan uppfördes i trä. Glasugnen var direkteldad och hade fyra deglar. Man byggde även ett sliperi med tio slipstolar och startade sedan produktionen. På grund av bristande likviditet fick man lägga ner driften redan efter ett år och sålde det till en annan ägare. Efter denne köptes bruket 1899 av den danske konsuln Fredrik L Hey. Denne hade intressen i danska glasbruk och köpte Rosdala i egenskap av företrädare för ett kapitalstarkt konsortium. År 1900 grundades det nya aktiebolaget med bland andra disponenten Edmund Röder och med flera lokalinvånare som delägare, men 1914 hade Hey köpt ut dem alla. År 1935 tog den dåvarande disponenten Theodor Nyrén över bruket. Stora delar av Vilhelm Mobergs roman Soldat med brutet gevär spelades in vid Rosdala glasbruk och Klafreströms bruk.

## Kraftförsörjning och transporter
Från början drevs framför allt slipstolarna med vattenkraft från den närbelägna bäcken. Detta ersattes så småningom av en fotogenmotor, vilken i sin tur kom att ersättas av en ångmaskin. Redan 1913 övergick man till elkraft från Åkvarns kraftstation. En annan, sannolikt bidragande orsak till att man valde att anlägga bruket i Norrhult var att den smalspåriga järnvägen Klavreström-Åseda (891 mm spårvidd) var under byggnation och 1901 kunde bruket för första gången skicka sina produkter med järnväg. Linjen Växjö-Åseda är uppriven sedan 2001, men från Åseda till Virserum bedrivs numer turisttrafik.

## Verksamheten
Liksom i många liknande fall var man tvungen att hämta kunnig arbetskraft från utlandet då man 1895 skulle starta verksamheten. I Rosdalas fall var det främst tyska arbetare, något som kom sig av att disponent Röder själv var tysk. Samma år som Hey tog över inleddes arbetena med att bygga en ny hytta och i september 1900 stod den färdig. Till skillnad från den gamla ugnen var den nya gaseldad och gasen kom från ett nyuppfört, vedeldat gasverk. Redan från början inriktade man sig uteslutande på att tillverka lampglas i olika utföranden och verksamheten gick mycket bra, delvis på grund av att verksamheten inleddes samtidigt som elektrifieringen av landet tog fart. Efter andra världskrigets allmänna ekonomiska nedgång sköt verksamheten åter fart och under 1960-talet kom gästarbetare från Danmark, Estland, Finland, Grekland, Turkiet och Tyskland till Rosdala. År 1966 byggdes en ny hytta och 1967 revs den år 1900 byggda hyttan, men glasugnen bevarades till eftervärlden. År 1979 tog Adolf Kroon och dennes son Tomas över bruket. Efterfrågan minskade emellertid gradvis och 1998 upphörde produktionen. Under början av 2000-talets första decennium inleddes emellertid åter glasblåsning i Rosdala, nu i den tidigare smedjan.